# Bagni Gellért
I Bagni Gellért (in ungherese Gellért gyógyfürdő) sono un complesso termale che si trova nella parte Buda di Budapest, capitale dell'Ungheria.
Costruiti tra il 1912 e il 1918 in stile Art Nouveau, furono ampliati nel 1927, danneggiati durante la seconda guerra mondiale dai bombardamenti sovietici e poi ricostruiti. La zona dei bagni oggi fa parte dell'edificio alberghiero dell'Hotel Gellert, pur mantenendo un ingresso separato ed indipendente.
Queste terme sono probabilmente le più famose di Budapest, nonché tra le più belle architettonicamente, con mosaici colorati e decorazioni che gli sono valsi apparizioni in numerose riviste e vari spot televisivi. Intorno alla suggestiva sala principale che contiene la piscina centrale riscaldata, si aprono numerose sale e altri bagni, oltre a servizi di varia natura: massaggi, terapia del fango, solarium, centro estetico, parrucchiere, bar e ristorante a buffet.
È presente anche una ampia zona esterna che in inverno resta chiusa, ad eccezione di una piccola piscina con acqua termale.
Notizie riguardanti le proprietà delle acque curative si trovano già a partire dal XIII secolo. Nel medioevo qui vi era edificato un ospedale. Dei bagni sono stati poi realizzati durante il periodo della dominazione turca.